# Домбровно (Любуське воєводство)
Домбровно (пол. Dąbrowno, нім. Eichau) — село в Польщі, у гміні Нова Суль Новосольського повіту Любуського воєводства.
Населення — 150 осіб (2011).
У 1975-1998 роках село належало до Зеленогурського воєводства.

## Демографія
Демографічна структура станом на 31 березня 2011 року:
|          | Загалом | Допрацездатний вік | Працездатний вік | Постпрацездатний вік |
| -------- | ------- | ------------------ | ---------------- | -------------------- |
| Чоловіки | 76      | 18                 | 55               | 3                    |
| Жінки    | 74      | 24                 | 39               | 11                   |
| Разом    | 150     | 42                 | 94               | 14                   |